# Fallen Earth
Fallen Earth — массовый многопользовательский шутер от первого лица, разработанный в Северной Каролине компаниями Icarus Studios LLC и Fallen Earth LLC и выпущенный в 2009 году. Действие игры разворачивается в пост-апокалиптической местности, расположенной вокруг американского Большого каньона.

## Игровой процесс
Fallen Earth содержит нетаргетную систему боя, требующую от игроков точности прицеливания.
Игра обладает обширной системой крафта, позволяющей создать, при развитии определённых навыков, большую часть доступных в игре предметов, начиная от еды и брони, заканчивая постройками и автомобилями.
В особых зонах или режимах игрокам доступны сражения между собой (PvP).
В случае смерти игрок не теряет ничего, но состояние его снаряжение ухудшается.
В Fallen Earth есть шесть фракций, чьё взаимодействие завязано на PvP:
- CHOTA — Children of the Apocalypse (Дети Апокалипсиса) — люди, отвергающие старый мир, технологии и общество, приведшее землю к гибели.
- Techs (Технологи) — адепты технологии, стремящиеся к развитию науки и возрождению мира до апокалипсиса.
- Enforcers (Блюстители) — защитники Порядка, нацеленные на искоренение всякого зла и угрозы людям региона.
- Lightbearers (Светоносцы) — полурелигиозная группа, чьей целью является развитие духовного начала человечества.
- Vista (Виста) — защитники природы, готовые пойти на крайние меры в своих стремлениях.
- Travelers (Путники) — торговцы, купцы, вымогатели и бандиты, ищущие силу и богатство.

Фракции дают игроку особые задания. Игрок может убивать противников фракции или захватывать для неё новые земли. Улучшая отношения с одной фракцией, игрок ухудшает отношения с их врагами.

## Сюжет
XXI век. Мир, раздираемый войнами и катаклизмами, стоит на грани гибели. На фоне внутренней нестабильности и гражданских войн правительство США начинает продавать федеральную землю частным корпорациям, которые значительно возвысились на фоне многих социальных институтов и смогли стать практически равными государству. Одним из таких проданных объектов стал национальный парк и окрестности Большого каньона, штат Аризона. Корпорация GlobalTech, купившая парк, немедленно развернула варварскую добычу ресурсов и проведение биотехнических экспериментов. Это вызвало возмущение и противодействие со стороны местных жителей и эко-активистов, впоследствии объединившихся в радикальную группировку Vista (Виста) для противодействия GlobalTech. Спустя некоторое время, несмотря на противодействие Vista и возражения правительства США, GlobalTech получила полный контроль над регионом и фактически стала государством в государстве со своими законами и вооружёнными силами.
Одно из подразделении GlobalTech, LifeNet, незадолго до приобретения Большого каньона, разработало и начало масштабно использовать технологию клонирования людей, животных и вещей. Главной целью корпорации, в условиях неизбежной гибели мира, являлось сохранение человечества посредством технологии клонирования, для чего и была куплена отдалённая малозаселённая территория. По всему Большому каньону были построены поселения, убежища и центры клонирования для воссоздания цивилизации.
Тем временем государства Южной Азии в рамках проходящих войн разрабатывали и использовали биологическое оружие массового поражения. Одним из таких ОМП являлся вирус «Шива». Он отличался крайне высокой контагиозностью, неизлечимостью, и поражал ДНК жертв, не позволяя выжившим давать здорового потомства. В неустановленный период времени вирус был использован и в кратчайшие сроки смог погубить большую часть населения Земли. В акте отчаяния, государства использовали всё доступное ядерное оружие и другие виды ОМП, что привело мир к гибели.
Большой каньон стал своеобразным Ноевым ковчегом, в который из-за карантинных периметров приходили беженцы. Остальная часть населения Земли либо погибла, либо обратилась в мутантов. GlobalTech и LifeNet стали полноправными владыками оставшейся части мира. Спустя некоторое время выжившие объединились против несправедливого правления и свергли GlobalTech. С тех пор в регионе нет главной силы, идут ожесточенные конфликты за ресурсы и территории.

## Разработка
| Системные требования | Системные требования                                      | Системные требования                                        |
| -------------------- | --------------------------------------------------------- | ----------------------------------------------------------- |
|                      | Минимальные                                               | Рекомендуемые                                               |
| Windows              |                                                           |                                                             |
| ОС                   | Windows XP SP 3, Vista SP 1 or 7                          | Windows XP SP 3, Vista SP 1 or 7                            |
| ЦПУ                  | Intel Core 2 Duo 1.8 GHz or Athlon 64X2 2.4 GHz           | Intel Core 2 Quad 2.40 GHz or equivalent                    |
| Объём ОЗУ            | 2 GB for XP, 3 GB for Vista                               | 3 GB for XP, 4 GB for Vista                                 |
| Место на диске       | 10 GB                                                     | 10 GB                                                       |
| Видеокарта           | nVidia GeForce 6600 or ATI Radeon X1300, 256 MB Video Ram | nVidia GeForce 8800GTS or ATI Radeon 3870, 512 MB Video Ram |
| Сеть                 | Internet connection required                              | Internet connection required                                |

Игра была выпущена 22 сентября 2009 года, предзаказавшие игру через Direct2Drive, Steam или на официальном сайте получили ранний доступ 9 сентября. 12 октября 2011 года Fallen Earth была переведена на модель free-to-play.
14 октября 2019 года сервера игры были остановлены[нужен лучший источник].
После 2 лет офлайна, игра была снова запущенна 28 октября 2021 как полностью бесплатная «классическая» версия.

## Приём
| Сводный рейтинг | Сводный рейтинг |
| Агрегатор       | Оценка          |
| --------------- | --------------- |
| GameRankings    | 69,20 %         |
| Metacritic      | 71/100          |

### Отзывы критиков
Игра получила посредственные отзывы критиков.

### Продажи
Летом 2018 года, благодаря уязвимости в защите Steam Web API, стало известно, что точное количество пользователей сервиса Steam, которые играли в игру хотя бы один раз, составляет 2 139 999 человек.